# ماسيج غورسكي (لاعب كرة قدم)
ماسيج غورسكي (بالبولندية: Maciej Górski)‏ هو لاعب كرة قدم بولندي في مركز الهجوم، ولد في 1 مارس 1990 في وارسو في بولندا. لعب مع أركا غدينيا وزنيتشج بروشكوف وليغيا وارسو.

## وصلات خارجية
- ماسيج غورسكي (لاعب كرة قدم) على موقع قاعدة بيانات كرة القدم.إي يو (الإنجليزية)
- ماسيج غورسكي (لاعب كرة قدم) على موقع Soccerway.com (الإنجليزية)